# Idílio de Macedo Lima
Idílio de Macedo Lima (Floriano, 11 de abril de 1938 — Floriano, 22 de fevereiro de 2020) foi um bioquímico e político brasileiro, outrora deputado estadual pelo Piauí.

## Dados biográficos
Diretor do Hospital Tibério Nunes e do Hemocentro de Floriano, cidade onde fundou um laboratório de análises clínicas em 1963. Eleito vereador em Floriano pelo MDB em 1970, foi derrotado por Manoel Simplício ao disputar a prefeitura em 1972. Com o fim do bipartidarismo, migrou para o PDS, alcançando a quarta suplência de deputado estadual em 1982, sendo convocado a exercer o mandato quando Sebastião Leal foi secretário de Governo no primeiro governo Hugo Napoleão.